# 瀬戸口嘉昭
瀬戸口 嘉昭（せとぐち よしあき、1940年（昭和15年）11月13日 - ）は、日本の政治家。元鹿児島県枕崎市長（1期）。

## 来歴
鹿児島県立枕崎高等学校を経て、鹿児島大学文理学部卒。鹿児島県教育次長、鹿児島県高校長協会理事長、県高野連会長、加世田市（現・南さつま市）教育長、鹿児島県立鶴丸高等学校校長などを経て、2006年の枕崎市長選挙に立候補し、現職の神園征を破って当選した。4年後の2010年の市長選挙で再選を目指したが、再び立候補した神園に敗れた。2014年の市長選挙でも再立候補したが、現職の神園に敗れた。